# Antigona
Antigona (Ἀντιγόνη) Sofoklova je tragedija iz 5. stoljeća pr. Kr. Podijeljena je u sedam činova, a radnja je smještena u antičkom gradu Tebi, u nemirno vrijeme vladavine kralja Kreonta, vrijeme sukoba. (Tukidid opisuje: otac je radio o glavi sinu, sin ocu, brat bratu.)
Glavna tema u Antigoni nošenje je pojedinca s boli i patnjom, uzrokovanom kada se netko (Kreont) uporno protivi božjim propisima ili željama i odbija pustiti sudbinu okolnostima, što dovodi do bolnog (Kreontovog) otkrivanja istine i na kraju do osvete njegovom ponašanju. Iz toga izvlačimo pouku da se ne treba protiviti sudbini i raditi protiv morala.      

## Sadržaj
Lica:
- Antigona – Edipova kći, Izmenina sestra
- Izmena – Edipova kći, Antigonina sestra
- Kreont – njihov ujak, tebanski kralj
- Tiresija – prorok
- Hemon – Kreontov sin, Antigonin zaručnik
- Euridika – Kreontova žena, Hemonova majka
- Stražar
- Glasnici
- Zbor

Antigona je kći Edipa i njegove majke Jokaste te djevojka Kreontova sina Hemona. Ona predstavlja tragičnog junaka, koji se bori za pravdu i moralne zakone. Njezina dva brata Polinik i Eteoklo sukobili su se u ratu i poginuli. Ona je pokopala Polinika, iako je kralj Kreont naredio da ne smije biti pokopan (zbog njegova povoda vojske na Tebu). Ona nije marila ni za Polinikov čin, a niti za kraljev proglas, te je postupila po božjem (etičnom) zakonu. Njezina zla sudbina samo je nastavak loših događaja u njenoj obitelji, koji počinju s ocem Edipom. Ona je posrednik sukoba božjeg i ljudskog. Unatoč smrtnoj presudi, ne kaje se zbog svoga čina, a svojim idealima ostaje vjerna do kraja. 
Kreont je tebanski kralj, tiranin, koji je dao proglas zabrane pokopa Polinika te osuđuje Antigonu i Izmenu na smrt. Ne popušta u svojoj odluci iako ga mnogi odgovaraju i predviđaju zlo. Kada na kraju uviđa svoju grubu pogrešku, pokušava se iskupiti, no stvari su već krenule u krivom smjeru te mu žena i sin počine samoubojstvo. On je također dosljedan svojim idealima, tvrdoglav, ali dobar kralj koji je svojom hrabrošću i upornošću došao na čelo Tebe. 
Izmena, Antigonina sestra, mlađa kćer Edipa i Jokaste, nije željela pokopati Polinika te odgovara Antigonu od toga. Kada dolazi kod kralja, iz straha od smrti plače, no želi podijeliti krivnju s Antigonom, iako nije kriva. Kreont je unatoč svemu stavlja u tamnicu da dijeli (sudbinu) presudu s Antigonom. Ona se ne bori ni za božanske zakone, etiku, niti za državne zakone. Nema hrabrosti, te si ne želi praviti nikakve probleme zbog umrlog brata i njegovih prava.
Hemon je Kreontov sin i Antigonin zaručnik. Jako ga pogađa očevo nerazumijevanje te počinjava samoubojstvo u mržnji prema ocu i tuzi prema Antigoni. Euridika, žena Kreontova, majka Hemona, počinjava samoubojstvo nakon spoznaje o Hemonovoj smrti.
Tiresija je mudar prorok, koji je mnogo puta pomogao Kreontu, pokušava ga odgovoriti od presude te mu proriče smrt. Kreont se zbog njegovog proroštva dvoumi, no ne posustaje u naumu.
Zbor čine tebanski starješine, čija starost (kojom ih Sofoklo često opisuje) predstavlja mudrost i iskustvo. On (neutralno, sa strane) komentira događaje, daje savjete likovima, razgovara s njima te opisuje prošle događaje.

## Sažetak radnje
Prvi čin

Razgovor Antigone i Izmene predočava nam njihova stajališta i Antigoninu namjeru (da pokopa Polinika unatoč kraljevoj zabrani). U stajaćoj pjesmi zbor pjeva o Poliniku i njegovu pohodu na Tebu.

Drugi čin

Kreont daje proglas (da Polinik ne smije biti pokopan) i obrazlaže povode njegova davanja.

A brata njegova Polinika,

Što ko bjegunac vratio se u svoj zavičaj

I roda našeg bogove do temelja

Popalit vatrom htjede, krvi naše se nasititi,

Nas kao roblje odvesti-

Za njega evo ja proglasih sad,

Da grob mu nitko ne spravi ni ožali...

Dolazak stražara i glasnika s objavom da je netko pokopao Polinika te njihov dijalog s Kreontom. Stajaća pjesma opisuje čovjekovu moć i nadmoć nad životinjama.

Treći čin

Dolazi stražar dovodeći Antigonu i obavještava o njenom činu. Antigona obrazlaže motive i povod svoga postupka, a Kreont joj objašnjava svoje stajalište i uvjerava je da je u krivu. Dolazi Izmena te razgovara s Antigonom. U stasimu zbor opisuje zlo i zlu sudbinu Antigoninu.

Četvrti čin

Dolazi Hemon kod oca Kreonta te ga pokušava uvjeriti da je u krivu. U stajaćoj pjesmi zbor pjeva o ljubavi.

Peti čin

Antigona pjeva tužaljku o svom životu te razmišlja o svojoj sudbini i idealima. U stasimu zbor opisuje druge nesretnike u grčkim mitovima.

Šesti čin

Dolazak proroka Tiresije u Kreontov dvor te mu proriče nesreću, no Kreont ne popušta. U razgovoru Kreonta i Zbora, Kreont uviđa da je u krivu te odlazi osloboditi Antigonu. Stasim opisuje Tebu i okolicu te zbor moli Zeusa za pomoć u nevolji.

Sedmi čin

Glasnik nam objavljuje Hemonovu smrt te potom smrt Euridike. Još se prikazuje Kreontovo žaljenje te ljutnja na nesklonost bogova.

## Zanimljivosti
- Francuski dramatičar Jean Anouilh 1944. godine piše suvremenu verziju Antigone koja je smještena u današnje doba. Njegovi likovi imaju psihu modernih ljudi no bit samog sukoba ostaje ista kao i u Sofokla. Dramu je na hrvatski jezik preveo Radovan Ivšić. Osim Anouilhove Antigone, i njemački dramatičar Bertolt Brecht je 1947. napisao modernu verziju ove drame.

## Citati
- Za nemogućim ne valja posizati. (Izmena)
- Ne voli nitko loših vijesti glasnika. (Stražar)
- Kod zimske bujice drveće – vidjet ćeš / Što njoj popušta, grane sebi očuva. / A opre l' joj se, s korijenom ga iščupa. (Hemon)
- Čovjek najviše onakav vrijedi, što je svakog znanja pun. (Hemon)
- Tvrdoglavost je isto što i bezumlje. (Tiresija)
- Nerazbor za čovjeka je nesreća baš najveća. (Glasnik)
- A ja za ljubav samo na taj dođoh svijet. (Antigona)

## Vanjske poveznice
- „Antigona” (engl.)
- „Antigona” u prozi (engl.)
- „Antigona” (grč.)